# Sri Sathya Sai Airport
Sri Sathya Sai Airport (malayalam: ശ്രീ സത്യസായി വിമാനത്താവളം, marathi: श्री सत्य साई विमानतळ) är en flygplats i Indien.   Den ligger i distriktet Anantapur och delstaten Andhra Pradesh, i den södra delen av landet, 1 600 km söder om huvudstaden New Delhi. Sri Sathya Sai Airport ligger 478 meter över havet.
Terrängen runt Sri Sathya Sai Airport är platt västerut, men österut är den kuperad. Runt Sri Sathya Sai Airport är det ganska tätbefolkat, med 214 invånare per kvadratkilometer. Närmaste större samhälle är Puttaparthi, 2,9 km nordost om Sri Sathya Sai Airport. Trakten runt Sri Sathya Sai Airport består till största delen av jordbruksmark.